# Mikroporus granulatus
Mikroporus granulatus är en mångfotingart som beskrevs av Carl Graf Attems 1898. Mikroporus granulatus ingår i släktet Mikroporus och familjen Dalodesmidae. Inga underarter finns listade i Catalogue of Life.